# 12995 Wendellmendell
12995 Wendellmendell este o planetă minoră (asteroid), cu un diametru de 4,655 km, din centura de asteroizi. A fost descoperită pe 2 martie 1981 la Observatorul Siding Spring de Schelte J. Bus. 
Obiectul prezintă o orbită caracterizată de o semiaxă mare de 2,527132 UAi, o excentricitate de 0,18, o înclinație de 11,76424 ° în raport cu ecliptica.